# Кузнецов, Пётр Нифонтович
Пётр Ни́фонтович Кузнецо́в (1914—1954) — Гвардии подполковник Советской Армии, участник Великой Отечественной войны, Герой Советского Союза (1944).

## Биография
Пётр Кузнецов родился 10 сентября 1914 года в городе Оханске (ныне — Пермский край). Вскоре семья переехала в Томскую губернию в посёлок Яшкино на Томской железной дороге.. Окончил здесь семь классов школы и школу фабрично-заводского ученичества, после чего работал сначала слесарем в паровозном депо станции Тайга Томской ж.д., а затем — в Тайгинской городской милиции НКВД СССР (Томский округ, Западно-Сибирский край). В 1933 году окончил Тайгинский аэроклуб, был направлен в Ульяновскую авиационную школу ОСОАВИАХИМа. По окончании школы работал в Новокузнецком аэроклубе лётчиком-инструктором.
В 1938 году Кузнецов был призван на службу в Рабоче-крестьянскую Красную Армию. В 1940 году он окончил Новосибирскую военную авиационную школу пилотов. С октября 1941 года — на фронтах Великой Отечественной войны.
К июню 1944 года гвардии майор Пётр Кузнецов был штурманом 155-го гвардейского штурмового авиаполка (9-й гвардейской штурмовой авиадивизии, 1-го гвардейского штурмового авиакорпуса, 5-й воздушной армии, 2-го Украинского фронта). К тому времени он совершил 220 боевых вылетов на бомбардировку и штурмовку скоплений боевой техники и живой силы противника, его важных объектов, нанеся ему большие потери, лично сбил 3 вражеских самолёта.
Указом Президиума Верховного Совета СССР от 26 октября 1944 года за «образцовое выполнение боевых заданий командования на фронте борьбы с немецко-фашистскими захватчиками и проявленные при этом мужество и героизм» гвардии майор Пётр Кузнецов был удостоен высокого звания Героя Советского Союза с вручением ордена Ленина и медали «Золотая Звезда» за номером 4613.
В 1946 году в звании подполковника Кузнецов был уволен в запас. Проживал и работал сначала в Омске, затем в Кировограде. Скончался от болезни 30 июня 1954 года, первоначально был похоронен на Дальневосточном кладбище Кировограда, но в 2007 году перезахоронен в Пантеоне Вечной Славы.

## Награды
Был также награждён тремя орденами Красного Знамени, орденами Александра Невского и Отечественной войны 1-й степени, рядом медалей.